# Friedrich Klumm
Friedrich Klumm (* 15. Mai 1895 in Magdeburg; † 24. August 1989 in Aerzen) war ein deutscher Diplomlandwirt, Landwirtschaftsfunktionär, SS-Standartenführer und persönlicher Referent des Reichslandwirtschaftsministers Walter Darré.

## Leben
Nach dem Besuch der Oberrealschule absolvierte Friedrich Klumm zunächst eine landwirtschaftliche Lehre, an die er ein Studium der Landwirtschaft anschloss. Im Ersten Weltkrieg wurde Klumm Leutnant der Reserve in der Reichswehr. Im Jahr 1918 wurde er Söldner der Einwohnerwehr Quedlinburg, bei der er im Jahr 1920 „zur Befreiung von kommunistischem Terror“ in Quedlinburg eingesetzt war. Er war von 1919 bis 1924 Mitglied im „Stahlhelm, Bund der Frontsoldaten“. Im Jahr 1922 nahm Klumm am Kampf gegen „Kommune-Unruhen“ in Halle (Saale) teil. 1923 wurde er Ausbilder im Studentenbataillon Halle. Im Zuge des Kapp-Putsches im März 1920 kam es in Halle zu bürgerkriegsartigen Gewaltausbrüchen. Der Kommandeur der Garnison, Oberst Hermann Czettritz, bekannte sich am 14. März 1920 zu den Putschisten und ließ – unterstützt von Einwohnerwehr und studentischen Zeitfreiwilligen – die Stadt militärisch besetzen. Die schwerbewaffneten Putschisten lieferten sich vom 19. bis 22. März in Halle und Umgebung Gefechte mit den auf Initiative von USPD und KPD mobilisierten Arbeitermilizen. Letztere erlitten dabei schwere Verluste, die zum Teil auf die systematische Ermordung von Gefangenen, insbesondere durch Zeitfreiwillige, zurückzuführen sind.
1924 schloss Klumm sein Studium der Landwirtschaft mit dem Diplom ab, anschließend war er bis 1926 Versuchsringleiter und Assistent an der Universität Göttingen. Von 1926 bis 1931 war er Landwirtschaftslehrer. Nach seiner Beförderung zum Oberlandwirtschaftsrat wurde er 1931 Direktor der Landwirtschaftsschule Bütow in Pommern, wo er schon seit 1931, also vor der nationalsozialistischen Machtübernahme, „Schulungen“ der Bauernjugend auf nationalsozialistischer Grundlage durchführte. Zum 1. Mai 1933 trat Klumm der NSDAP bei (Mitgliedsnummer 2.653.845), in die SS trat er im August 1933 ein (SS-Nummer 79.520).
Ab 1933 war Klumm Hauptschulungsleiter im SS-Abschnitt XIII (Pommern), zunächst geschäftsführend, ab Anfang 1934 dann fest. Von Oktober bis Dezember 1933 unternahm er Rundreisen durch Pommern, in denen er Reden hielt, mit SS-Führern vor Ort sprach und sich vor allem an akademische Landwirte um Mitarbeit bei der Schulung der Landbevölkerung im nationalsozialistischen Sinne wandte. Bis Ende 1933 hatte er insgesamt 65 Männer angeworben, von denen etwa die Hälfte tatsächlich eingesetzt wurde.
Im Juni 1933 beauftragte das Rasse- und Siedlungsamt (RuSA) Klumm mit der weltanschaulichen Schulung der 39. Standarte der SS.
Bereits im Mai 1934 kam er als SS-Untersturmführer zum Rasse- und Siedlungshauptamt (RuSHA) nach Berlin, wo er ab Oktober 1934 geschäftsführend die Leitung der Zentralabteilung (Abteilung I) übernahm.
Klumm wurde Stabsleiter im Reichsnährstand im Stab des Reichsbauernführers Walther Darré. Ab 17. Januar 1935 war Klumm Adjutant des Chefs des Rasse- und Siedlungshauptamtes; das war von 1. Januar 1932 bis 12. September 1938 ebenfalls Darré. 1936 wurde Klumm Stabsleiter der Eigenkanzlei Darrés und damit Mitarbeiter seines persönlichen Stabs, 1939 wurde er stellvertretender Leiter der Eigenkanzlei Darrés. Auch in der Hierarchie der SS, der er im August 1933 beigetreten war, stieg Klumm auf: Er war im April 1934 Untersturmführer, 1937 Sturmbannführer, 1939 Obersturmbannführer und 1944 Standartenführer.
Im September 1938 kam es zu Konflikten zwischen dem Reichsführer-SS Heinrich Himmler einerseits und dem bis dahin mit ihm befreundeten Reichslandwirtschaftsminister und Reichsbauernführer Walther Darré andererseits, da dessen Pläne zur Förderung bäuerlicher Siedlungen im Reichsgebiet Himmlers Generalplan Ost widersprachen. Darré wurde daraufhin als Leiter des Rasse- und Siedlungshauptamts abgesetzt und mit Beginn des Zweiten Weltkriegs auch als Minister für Ernährung und Landwirtschaft immer weiter in den Hintergrund gedrängt. Am 16. Mai 1942 verfügte Hitler, dass Darré von der Leitung des Reichsamtes für Agrarpolitik „bis auf weiteres“ beurlaubt werde und Herbert Backe dieses Amt geschäftsführend übernehmen solle. Damit übernahm Backe faktisch Darrés Aufgabenbereich als Landwirtschaftsminister, auch wenn Backe erst im April 1944 offizielle zum Minister ernannt wurde. Klumm als Adjutant Darrés bemühte sich vergeblich um eine Wiederannäherung zwischen Himmler und Darré, vielleicht aus Freundschaft zu Darré, mit dem er über das Ende des Dritten Reiches hinaus in Kontakt blieb, vielleicht auch aus Eigeninteresse, da seine eigene Position eng an die Darrés gekoppelt schien. Auch nach seinem Ausscheiden aus dem RuSHA blieb Klumm zunächst im persönlichen Stab Darrés, wurde aber im Februar 1944 persönlicher Referent „für politische und militärische Fragen“ des Chefs des SS-Hauptamtes, Gottlob Berger.
Zu Beginn des Zweiten Weltkriegs, im September 1939, wurde Klumm Hauptschulungsleiter im SS-Abschnitt XII (im Oberabschnitt „Spree“; mit Sitz in Frankfurt an der Oder). Ebenfalls im Jahr 1939 wurde Klumm zur Wehrmacht eingezogen. Klumm diente als Hauptmann im Kraftfahrwesen des II. Fliegerkorps.
Während des Zweiten Weltkriegs war Klumm vom Reichsführer-SS Heinrich Himmler offenbar damit beauftragt worden, sich mit Fragen des möglichen Einsatzes biologischer Waffen gegen die Sowjetunion zu befassen. Der genau Inhalt und die Reichweite dieses Auftrags sind nicht bekannt. Belegt ist, dass Klumm brieflichen Austausch mit einem SS-Sturmbannführer namens Josef Mehlstäuble hatte, in dem es darum ging, den sowjetischen Nachschub zu stören, und zwar durch das absichtliche Infizieren der Zugtiere sowjetischer Transportschlitten und Panjewagen mit Pferdekrankheiten wie Rotz oder Brustseuche. Klumm stand auch in Verbindung mit SS-Standartenführer Rudolf Brandt, Mitglied in Himmlers persönlichem Stab, der innerhalb der SS unter anderem auch mit Waffen- und Rüstungsfragen betraut war. Klumm unterhielt zudem Kontakt zum SS-Obergruppenführer und General der Waffen-SS Karl Wolff, Adjutant Heinrich Himmlers und Freund Reinhard Heydrichs, des Chefs des Reichssicherheitshauptamtes.
Über den Lebensweg Friedrich Klumms nach Ende des „Dritten Reiches“ ist wenig bekannt. In seinen späteren Jahren lebte er zurückgezogen mit seiner Frau und einer Haushälterin in der Straße "Am Fasanenhof" im Aerzener Ortsteil Posteholz bis zu seinem Tod im Jahr 1989.
Nach 1945 war Klumm offenbar bei der Organisation Gehlen, dem Vorläufer des Bundesnachrichtendienstes (BND), als Vernehmer von Überläufern aus den Ostblockstaaten tätig.
In den 1950er Jahren war Klumm beim Niedersächsischen Landvolk tätig und unterhielt Kontakt zum ehemaligen Reichslandwirtschaftsminister Walter Darré.